# 挨拶はむづかしい
『挨拶はむづかしい』（あいさつはむずかしい）は、丸谷才一の著書。「挨拶」シリーズの第1作目。
1985年9月15日、朝日新聞社より刊行された。装丁と絵は和田誠。収録された挨拶の数は38。巻末に野坂昭如との対談が付されている。1988年6月、朝日文庫として文庫化された。2013年9月、本書と2作目の『挨拶はたいへんだ』（朝日新聞社）を一冊にした『合本 挨拶はたいへんだ』（朝日文庫）が刊行された。

## 内容の一部
野坂昭如・野坂暘子結婚披露宴で、媒酌人としての挨拶
1962年12月11日、ホテルオークラにて。野坂は丸谷の旧制新潟高校の一級下の後輩。解説文に、二人が新潟高校時代に知り合ったことが書かれてある。「わたしは野坂さんとつきあふとすぐ、この男は将来きつと、何か仕出かすにちがひない、大変な才能の持主だと思つた。大体、人を見る目のないたちなのに、すくなくともあのとき一度だけは見事な眼力だつたわけである」
橋本一明葬儀での弔辞
1969年2月3日、千日谷会堂にて。「秩序」の同人と國學院大學外国語研究室の同僚を代表しての挨拶である。橋本一明は若くして亡くなったフランス文学者。橋本を悼むエッセイを丸谷は別に書いている。
菊池武一先生をしのぶ会での挨拶
1973年4月10日、京王プラザホテルにて。解説文に「この会はさる予備校の校主の肝いりで開かれた。菊池さんは数年この学校の校長を勤めてゐたのである」とあるが、「さる予備校」とは代々木ゼミナールのことである。
荒畑寒村翁の米寿を祝ふ会での祝辞
1975年5月26日、池之端文化センターにて。「荒畑さんの文体が優れてゐることは敢へて断るまでもない。そこには明治社会主義文学の最高の遺産である漢文づくしの文体が、今なほ潑剌と生きてゐて、あの純粋無垢の正義感、あのてこでも動かぬ反骨を、堂々と示してゐるのであります」と述べている。
富田広士・三宅囁子結婚披露宴での祝辞
1978年10月5日、綱町三井倶楽部にて。富田広士は1950年生まれの政治学者。「わたしは広士さんのお母さんがまだ津田英学塾の学生であつたころ、寮で同室であつた者の亭主でありまして、さういふ御縁で、富田さんの一家とおつきあひ願つてゐるのであります」と丸谷は述べている。なお富田広士の父親は、第3代宮内庁長官を務めた富田朝彦である。
村上春樹『風の歌を聴け』群像新人賞贈呈式での祝辞
1979年5月8日、新橋第一ホテルにて。贈呈式の村上春樹の受賞挨拶を、丸谷は解説文で紹介している。「彼はロス・マクドナルドの探偵小説が大好きで、その名探偵リュウ・アーチャーのファンなので、将来小説家になつたら、ぜひ村上龍といふ筆名で書かうと思つてゐた。ところが先に村上龍氏が小説家として登場してしまつたので、村上春樹でゆくしかなくなつて非常に残念だ、といふ話だった。受賞の挨拶でこのくらゐ人を喰つた話ができる新人は、警戒すべきである」
平井正穂先生を囲む会での挨拶
1984年6月22日、神田・学士会館にて。平井正穂に丸谷は旧制新潟高校の教室で初めて出会う。当時、平井は同校の英語の教師であった。解説文に「先生のつける訳はとてもきれいな日本語で、それも感心したけれど、名詞の単数と複数、時制の使ひ分けなどが短篇小説の小説性と敏感に反応するのを、いちいち指摘する。それがまるで名人藝みたいな気がした」と記されている。